# 東德歷史

東德國旗

德意志民主共和國（德語：Deutsche Demokratische Republik，DDR），常簡稱為東德，是一個存在於1949年至1990年的國家。東德是冷戰體制的產物。第二次世界大戰後，按照雅爾塔體制，英、美、法、蘇四國分區佔領德國。1948年3月，美、英、法三國決定將三國佔領區合併，建立一個新的德國政權。蘇聯對此表示反對，並開始著手將蘇佔區改建為一個共產主義國家。1948年6月，英、美、法三國佔領區開始整合貨幣，發行西德馬克。而蘇佔區也和其對抗發行東德馬克，緊張局勢開始升溫。此後更爆發柏林封鎖危機。柏林封鎖危機解除後不久，西德在1949年5月宣布正式成立。東德也在1949年10月宣布成立，成為蘇東集團的一員。和其他蘇東集團成員國類似，東德也是一個一黨獨裁，實行計劃經濟的社會主義國家。然而東德建立之後，東德人往西德流出的現象始終嚴重，使得東德在1961年開始修建柏林牆並封鎖和西德的國境。1973年，東德和西德同時加入聯合國。然而也就是在同一時期，東德經濟開始陷入停滯，生活水準被西德越甩越遠。1989年，隨著東歐革命的普及，東德也爆發大規模示威遊行，柏林牆倒塌，兩德統一，東德隨之消失。

## 建立和社会主义的建设（1949-1961年）

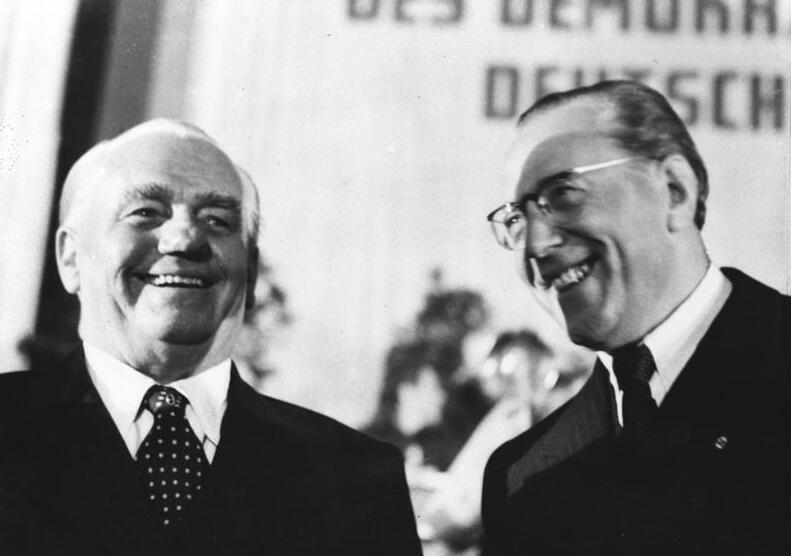
1949年10月7日，东德总统威廉·皮克（圖左）和部长会议主席奥托·格罗提渥在建国大会上

第二次世界大戰中納粹德國戰敗，根據波茨坦會議中英、美、法、蘇四國的協議，決定在德國戰敗後將其一分為四，分別由四個戰勝國瓜分佔領，並合組一個最高管理單位盟國管制理事會來治理德國事務。由於理念上的差異，在戰後以美國為主的西方陣營與以蘇聯為主的共產陣營逐漸疏遠，1948年3月時，美、英、法三國在倫敦舉行會議，初步決議要將三國所分別管理的德國領土合併，組成一個德國西部的政權西德，針對這點蘇聯方面作出反制，首先是退出ACC，進而宣佈著手設立一個東德政權的計畫。
但直接導致東西德分離的導火線，則是發生在1948年6月20日，西方佔領區境內的貨幣重整計畫。當時西方三國佔領區內原本分別發行的貨幣進行了整合，卻排除蘇聯佔領區，發行了西德馬克，而蘇聯佔領區也在短短三日後發行了東德馬克，儼然象徵東西德正式分離。東西德分離後，東德方面曾在1948年中開始，對使用西德馬克的西柏林地區進行封鎖，為期11個月，希望透過此舉達到完全控制整個柏林地區的目的，但在西方國家持續以空運方式進行的柏林空運之支援下沒有實現。在柏林封鎖解除（1949年5月12日）後沒多久的5月23日，西德（德意志聯邦共和國）宣佈正式成立。
1949年10月7日德意志民主共和国成立，这一天德意志民主共和国宪法正式生效。第二届德国人民议会组成了临时议会并任命奥托·格罗提渥为总理以组建政府。威廉·皮克则于10月11日被选举为东德总统。东德被宣布为一个社会主义的人民民主共和国，除统一社会党外，资产阶级的政党也被容忍，前提是需参加国家阵线。部长联席会议组成了东德政府，但实际的权力中心在统一社会党政治局。相對於英美法佔領區所組成的西德加入了以美國為首的北大西洋公約組織，東德則加入以蘇聯為首的社會主義陣營組織——華沙條約組織。
1952年7月统一社会党决定开始进行社会主义建设。在经济上，对工业进行国有化；在农业上，通过农业生产合作社（LPG）进行集体化。此时宣传的口号是：“学习苏联就是学习如何取得胜利”。伴随这一行动的是在思想领域的压制，特别是针对教会。1952年5月德国内部边境封锁后边境附近所有可疑的居民都被强制搬迁。尽管如此在1953年的头三个月，仍然有大约20万人离开东德，他们大部分是通过尚未封锁的西柏林边境。
1953年3月斯大林去世后，新任苏联领导人馬林科夫等高層和统一社会党在一定程度上停止了从前对社会思想的压迫。然而先前所指定的工作定额并未降低。1953年6月17日东柏林发生了工人的罢工和示威，随后扩大到全国，被称为六一七事件。最终导致驻扎在东德的苏联军队镇压，至少55人死亡。
通过苏联的财政支持和苏联产权企业改制为东德国有企业，减轻了东德的战后赔偿压力。这些举措缓解了消费品供给的压力并且稳定了统一社会党政权，尽管乌布利希的掌权颇受争议。1956年11月苏联军队对匈牙利事件的镇压导致了对持反对意见的知识分子和学生的新一轮压迫。1959年统一社会党发起了第二次“建设社会主义”运动。1960年第一季度40%的农业用地属于农业生产合作社，一年之后则迅速增加到90%。同时，离开东德的人数也迅速增加。

## 柏林墙的修建与缓和期（1961-1971年）

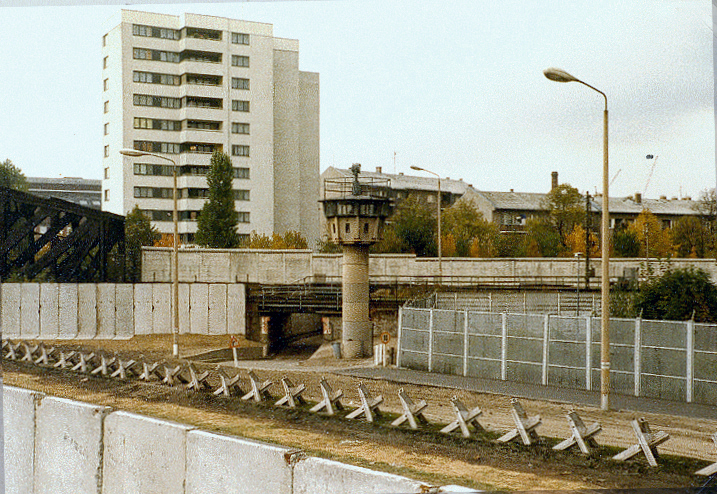
西柏林城市铁路穿过柏林墙

民主德国的大规模移民潮使其生存受到威胁，特别是离开的人中大多是年轻人和受过教育的人。基于苏联方面的支持，从1961年8月12日晚上开始至13日东德边防警察和工人阶级战斗队围绕西柏林的边境设置了铁丝网，并最终修筑了柏林墙，成为了德国和欧洲分裂的象征。东德方面宣传其为“反法西斯防卫墙”。此外，之后设置了反车辆障碍、地雷区、自动机枪和边防哨，进一步加强了越境难度。据西德国家司法档案室记录，约数百名难民在两德边境内死亡。
1961年10月，苏共中央第一书记赫鲁晓夫发动去斯大林化，东柏林以斯大林命名的街道、公园和设施被重新命名，以减少个人崇拜。对潜在的逃亡人群，政府从单纯的镇压转变为对其进行思想劝说并提高他们的生活水平和职业前景。这种政策对经济发展产生了积极的影响，缓和了人民与领导者之间的对立情绪。对于年轻人来说，统一社会党持开放的态度，特别在于对西方音乐舞蹈形式的引进。1963年中央政治局决定：“没人应该限制青年只伴着华尔兹或探戈的节奏跳舞，他们应该表达自己的感受和情绪，由他们自己选择。”自由德国青年团参与举办了一些流行舞蹈的活动，得到了青年的一致好评。
然而1964年赫鲁晓夫下台和发生莱比锡青年骚乱后，开放时期结束了。一些诸如“流氓罪”、“流浪汉”、“长头发”和“游手好闲的人”的名词重新出现。创作“愤世嫉俗的歌词”的歌手乌尔夫·比尔曼由于反对宵禁而被罚款。
1968年在布拉格之春中，苏联通过华约将捷克斯洛伐克的改革扼杀在萌芽状态。这导致东德内部希望对社会主义进行更多改革和自由的气氛骤然下降，许多年轻人在东德主要城市进行了小规模的抗议，史塔西记录在1968年11月有至少2,000宗“敌对行为”。
1970年，统一社会党总书记乌布利希和昂纳克之间爆发了权力斗争。昂纳克对东、西德的和解较为了解，计划缓解消费品的缺乏并降低工人对于生产计划的抱怨，并且在统一社会党政治局批评乌布利希过于重视重工业的经济战略。虽然苏共中央总书记勃列日涅夫最终持中立态度，但最终还是导致了乌布利希在1971年4月辞职。

## 停滞期和转变（1971-1981年）

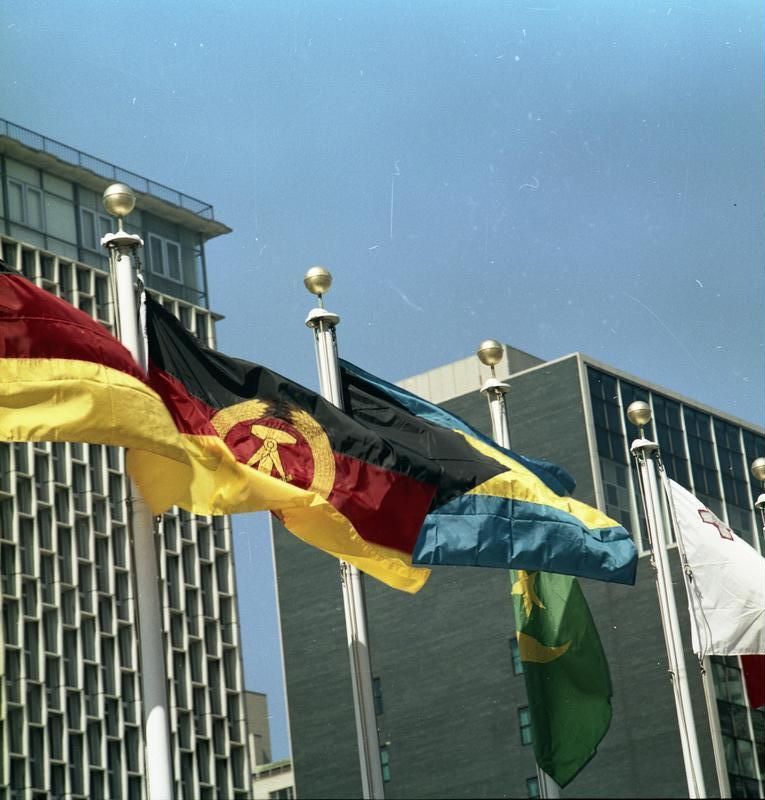
1973年9月，东德和西德国旗在联合国总部升起

昂纳克取代乌布利希在1971年6月统一社会党代表大会上成为总书记（最高领导人）。其后一个显著的变化是“进一步提高人民的物质和文化生活水平”成为了统一社会党的主要任务。工作重心是为工人提供体面的住房，同时增加了缩短工作时间、延长产假和完善托儿设施等鼓励妇女就业的措施。东德家庭拥有冰箱、电视机等重要消费品的比例显著增加。到1976年最低工资增加到400东德马克，最低退休金增加到230东德马克。然而，在刺激经济和消费的同时也增加了东德在西方的债务。
1971年12月昂纳克推行了新的文化政策，起初意在进行一场文化解放运动，然而至1970年中期仍有诸多限制：
|  | 基于社会主义的牢固基础，我认为在艺术和文学领域是没有什么禁忌的。这是指对于艺术创作的内容和形式而言，简言之即艺术的主旨。 |

同时，对年轻人的音乐进行了一次东德化的复兴运动。在1972年4月一场被人称作“舞曲会议”的会议上宣布“我们并不是排斥爵士乐、节奏音乐和民谣，只是因为帝国主义者们操纵大众文化，其艺术主旨是建立在利润最大化的基础上的。”1973年，以“为了我们集体的利益”为由，昂纳克实行了限制收听收看西方广播和电视的运动。同时限制留長髮、穿短裙和蓝色牛仔裤，并把镶钻牛仔裤认作是“西方颓废文化”的象征。与此同时，昂纳克进一步加强了与苏联的紧密联系并宣称将“深深扎根于社会主义大家庭中”。1974年东德与苏联的关系趋向成熟，被称为“在与苏联的友谊中已经找不到任何可以指责的地方了”。
作为西德总理维利·勃兰特东方政策的一部分，1970年在埃尔福特举行了首脑会议，德意志民主共和国和德意志联邦共和国之间进行了谈判和沟通。为解除武装对立和重返国际社会达成了协议，并确立通过由东德改善道路状况和简化过境手续保障西德与西柏林之间交通通畅。1972年两德签署了《德意志联邦共和国与德意志民主共和国关系基础条约》，标志两国在和平和共存的基础上认同彼此的存在。随后在1973年，两个德国同时加入联合国，並於1974年時依據基礎條約第8條規定、在波恩和东柏林相互建立常駐代表處。

## 衰退和统一（1981-1990年）

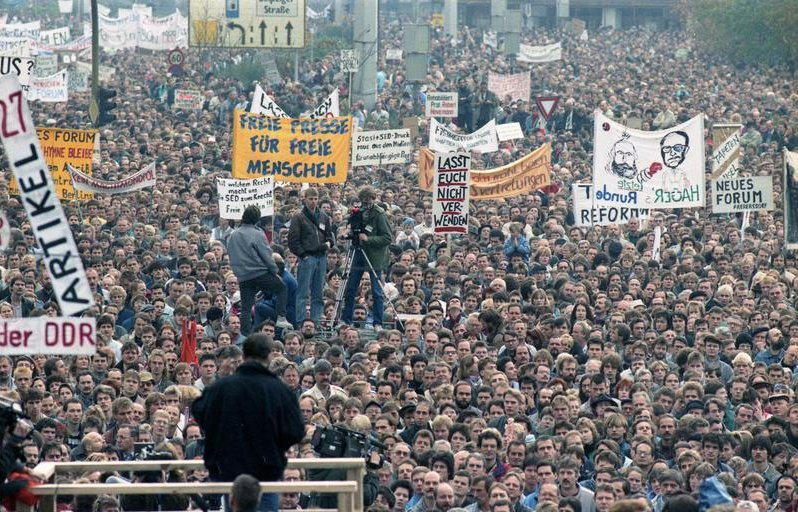
1989年11月4日东柏林亚历山大广场的示威

1979到1980年的第二次石油危机引起了东德经济加速衰退。彩电、冰箱和洗衣机和西方相比不仅相对昂贵，并且等待时间漫长：“一台洗衣机的交货时间最长可达三年，一辆衛星轎車需要等待至少十年。”
1989年8月，匈牙利的政府改革打破了笼罩欧洲44年之久的“铁幕”；同年9月，1,300多个东德人透过匈牙利进入到了西德境内。与此同时，要求民主改革的大规模示威游行在东德的许多城市相继爆发。尽管为了巩固统治，德国统一社会党在当年10月的东柏林进行了声势不小的阅兵，但东德首都柏林仍然爆发一连三次要求政治改革的大规模群众示威游行。此后为了平息游行，德国统一社会党罢免了昂内克的党总书记职务。
同年11月9日，柏林墙倒塌。隨後幾天裡，大量东德人通过柏林墙輕易进入了西德境内。12月1日，东德议会废除宪法赋予德国统一社会党的领导地位。两天后，统一社会党中央委员会、总书记、东德议会都宣布辞职。
尽管许多东德人想在东德领土上建立一个非社会主义的国家，但这种想法很快被支持两德统一的声浪所淹没。示威的口号也从向国家权力挑战的“我们就是人民！”（Wir sind das Volk!）转变為尋求將兩個德国统一的“我们是一个民族！”（Wir sind ein Volk!）。在與美国、苏联、法国和英国简短的协商后，两德重新统一的决定被认可。1990年10月2日，東德政府機關停止工作，西德接收了東德的駐外使領館，10月3日，兩德統一慶典在柏林舉行，兩德正式宣佈統一。原屬東德的5個州——勃蘭登堡、梅克倫堡-前波美拉尼亞、薩克森、薩克森-安哈爾特和圖林根正式加入德意志聯邦共和國。在法律上，東德併入西德，並以西德一方的國號德意志聯邦共和國作為存續政權，德意志民主共和國至此不復存在。
1991年3月15日，《最终解决德国问题条约》生效，統一後的德国自此恢复全部主权。